# Reinhold Lopatka
Reinhold Lopatka (ur. 27 stycznia 1960 w Vorau) – austriacki polityk, prawnik i samorządowiec, długoletni poseł do Rady Narodowej, w latach 2007–2011 i 2012–2013 sekretarz stanu, deputowany do Parlamentu Europejskiego X kadencji.

## Życiorys
Kształcił się w szkole średniej w Oberschützen. W 1982 ukończył prawo i teologię na Uniwersytecie w Grazu. Pracował jako asystent w instytucie prawa kanonicznego na macierzystej uczelni oraz dyrektor zarządzający instytucji opieki społecznej w Hartbergu. Zaangażował się w działalność polityczną w ramach Austriackiej Partii Ludowej (ÖVP). Był przewodniczącym jej organizacji młodzieżowej Junge ÖVP w Styrii i wiceprzewodniczącym federalnych struktur młodzieżówki. W latach 1986–2003 zasiadał w styryjskim landtagu, od 2000 zajmując stanowisko przewodniczącego partyjnej frakcji. Od 1993 do 2001 pełnił funkcję dyrektora zarządzającego ÖVP w Styrii.
W 2003 objął mandat posła do Rady Narodowej XXII kadencji. Wybierany następnie na kolejne kadencje niższej izby parlamentu w 2006, 2008, 2013, 2017 i 2019. W latach 2003–2007 był sekretarzem generalnym ludowców. Pełnił funkcję sekretarza stanu w urzędzie kanclerza (od stycznia 2007 do grudnia 2008), w ministerstwie finansów (od grudnia 2008 do kwietnia 2011) oraz w resorcie spraw zagranicznych i europejskich (od września 2012 do grudnia 2013). Był wiceprezesem akademii politycznej ÖVP (2004–2015), a także wiceprzewodniczącym partii w Styrii (2004–2022) i na szczeblu federalnym (2014–2017). W latach 2013–2017 kierował klubem deputowanych swojego ugrupowania. W 2021 został wiceprzewodniczącym Zgromadzenia Parlamentarnego OBWE, a w 2023 wiceprzewodniczącym Zgromadzenia Parlamentarnego Rady Europy.
W wyborach w 2024 uzyskał mandat deputowanego do PE X kadencji, będąc wówczas liderem listy wyborczej ludowców.

## Odznaczenia
- Wielka Srebrna Odznaka Honorowa na Wstędze za Zasługi dla Republiki Austrii (2010)[3]

## Życie prywatne
Od 1983 żonaty z Franziską, z którą ma trzech synów.